# Hakenblattzikade

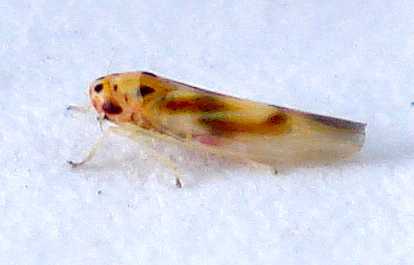
Seitenansicht

Die Hakenblattzikade (Arboridia ribauti ) ist eine Zikade der Unterfamilie der Blattzikaden (Typhlocybinae) innerhalb der Unterordnung der Rundkopfzikaden (Cicadomorpha).

## Merkmale
Die Zikaden werden 2,9–3,4 mm lang. Sie ist in der Färbung nicht von den anderen Arten der Gattung Arboridia zu unterscheiden. Diese sind in der Grundfärbung schmutziggelb. Sie besitzen zwei schwarze große Flecke auf dem Vertex (Scheitel) sowie vier kleinere weniger deutliche Flecke am Vorderrand des Halsschilds. Das Scutellum (Schildchen) weist an der Basis zwei große schwarze dreieckige Flecke auf, die den Seitenrand nicht berühren. Kopf und Halsschild sind weiß und rotgelb gemustert. Die Vorderflügel weisen jeweils zwei rötliche Längsstreifen auf. Der untere Teil des Anteclypeus ist schwärzlich.
Für eine Artbestimmung sind der Aedeagus und Stylus der männlichen Begattungsorgane zu vergleichen. Bei der Art ist das obere Spitzenhorn des Stylus extrem verlängert und stark gebogen, das untere kaum vorhanden. Es ergibt sich ein (hier namensgebender) Haken. Weibchen sind normalerweise nicht sicher bis zur Art bestimmbar. Von der häufigen Arboridia parvula unterscheidet die etwas größere Körpergröße.

## Ähnliche Arten
Die Vertreter der Gattung Arboridia sehen sich sehr ähnlich und sind schwer voneinander zu unterscheiden. Sie besitzen jedoch insbesondere im Sommerhalbjahr unterschiedliche Nahrungspflanzen.

## Vorkommen
Die Art ist in der westlichen Paläarktis heimisch. Sie kommt in Mittel-, Süd- und Osteuropa vor. Die Art ist auch im Süden von Großbritannien vertreten. Auf der Iberischen Halbinsel fehlt die Art offenbar. Nach Osten reicht das Vorkommen bis in den Nahen Osten. In Deutschland fehlt sie in der Norddeutschen Tiefebene, Vorkommen gibt es nach Norden hin bis in die Gegend von Düsseldorf, Göttingen und Halle. Im Norden fehlt sie in Skandinavien (alte Angaben für Schweden sind irrtümlich), kommt aber im Baltikum vor.

## Lebensweise
Die Zikaden beobachtet man fast das ganze Jahr über, von Mitte Juli bis Anfang Juni des Folgejahres. Das bedeutet, dass die adulten Zikaden überwintern. Im Winter findet man die Zikaden an Besenheide (Calluna) und Efeu (Hedera), aber auch an Moos. In der restlichen Zeit halten sich die Zikaden an verschiedenen Laubbäumen auf, insbesondere an Hainbuchen, Linden und Eichen. Es gibt nur eine Generation pro Jahr.
In verschiedenen Teilen des Verbreitungsgebiets der Art finden sich Populationen, die ausschließlich aus Weibchen bestehen, d. h. die Art vermehrt sich hier (thelytok) parthenogenetisch. Die Artbestimmung dieser Populationen ist schwierig.

## Taxonomie und Systematik
Die Art wurde zuerst 1937 durch den französischen Entomologen Henri Ribaut (1872–1967) als Erythroneura parvula Boheman, 1845 (heute Arboridia parvula) morphologisch beschrieben. 1937 erkannte der schwedische Zoologe Frej Ossiannilsson, dass Ribaut in seinem Werk die Art falsch bestimmt hatte und in Wirklichkeit eine unbekannte Art beschrieben hatte, die er nun zu Ehren von Ribaut Erythroneura ribauti benannte, dies ist damit die formale Erstbeschreibung. 1970 wurde sie durch Irena Dworakowska in die Gattung Arboridia transferiert.